# گنال پرسون
گنال پرسون (انگلیسی: Gehnäll Persson؛ ۲۱ اوت ۱۹۱۰ – ۱۶ ژوئیه ۱۹۷۶) سوارکار اهل سوئد بود.
وی در مسابقات کشوری و بین‌المللی در مجموع برندهٔ ۲ مدال طلا شده‌است.